# Deborah Saunt
Deborah Saunt es una arquitecta australiana nacionalizada inglesa. Fue cofundadora de la firma de arquitectos inglesa Deborah Saunt David Hills Architects (DSDHA), con su esposo David Hills en 1998.

## Biografía

### Inicios
Saunt nació en Nueva Gales del Sur, Australia, y se crio en Croydon, Inglaterra. Ingresó en la Universidad Heriot-Watt, la Universidad de Edimburgo y la Universidad de Cambridge, y se mudó a Londres tras graduarse de Cambridge en 1991.

### Carrera

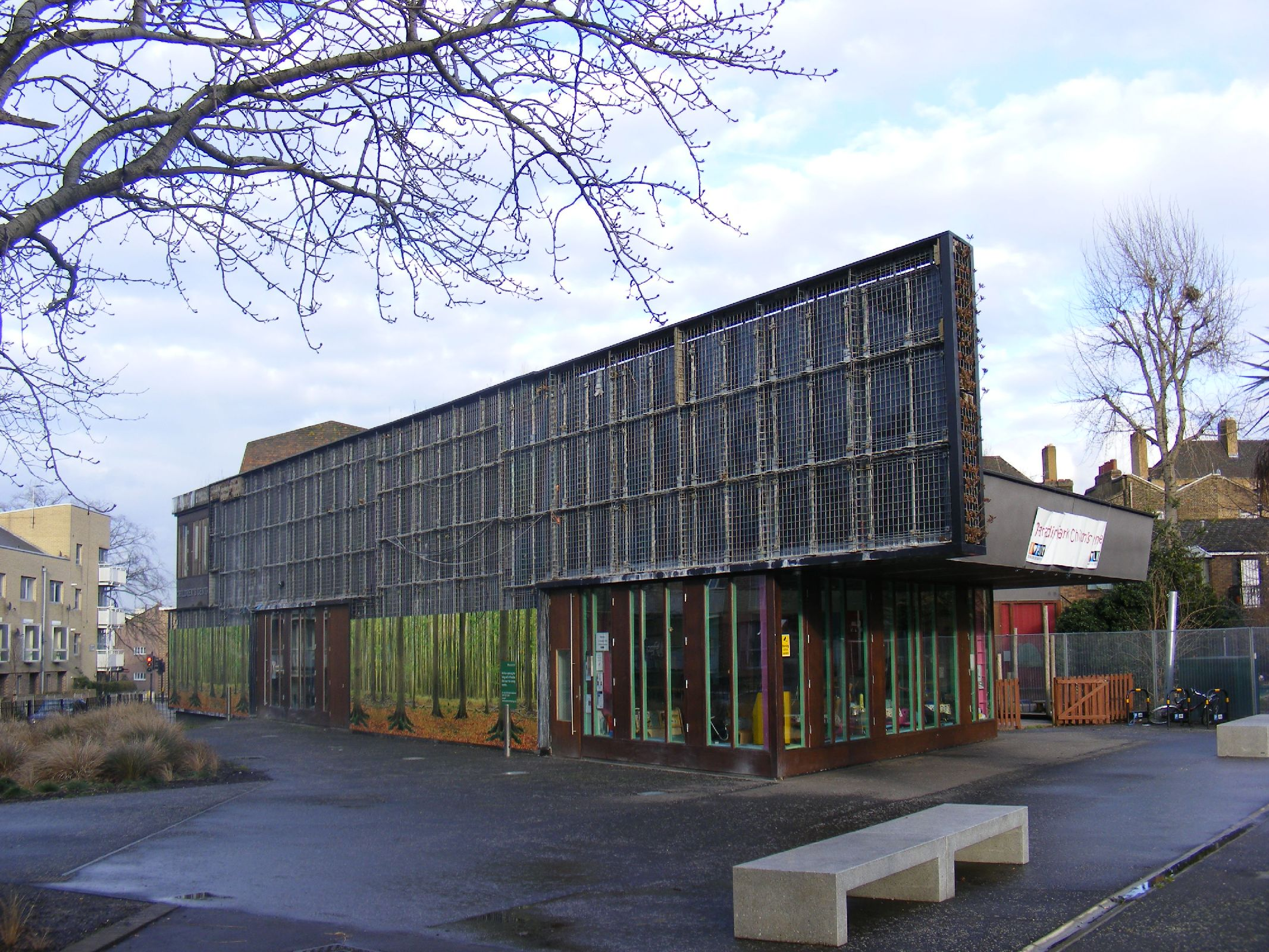
El Centro Paradise Park Children

El primer trabajo en arquitectura de Saunt de dio bajo la batuta del arquitecto MJ Long, antes de empezar a enseñar en 1997 en la Architectural Association School of Architecture y en la Universidad de Cambridge. También trabajó con Tony Fretton luego de escuchar un discurso del mismo para la Royal Institute of British Architects.
Saunt fundó la firma Deborah Saunt David Hills Architects (DSDHA) con David Hills, a quien conoció en Cambridge, en 1998. Con DSDHA, Saunt diseñó una edificación para Bosideng en la calle South Molton, un bloque residencial desarrollado en la Península Greenwich, un bloque para Villa Olímpica en East Village, Londres, un estudio galería para Edmund de Waal en West Norwood, y un estudio de joyería para Alex Monroe en Bermondsey. En 2006 diseñaron un centro infantil para SureStart e Islington Green Space en Islington. Fue nombrada como la edificación de SureStart del año. En 2012, la revista Homes & Property incluyó a Saunt en una lista titulada "Los mejores arquitectos londinenses".

## Vida privada
Saunt está casada con su socio, David Hills. Viven en Clapham y tienen dos hijos.